# Yehochoua ben Hanania
Rabbi Yehochoua ben Hanania (hébreu: רבי יהושע בן חנניה) ou, plus simplement, Rabbi Yehochoua, est, avec Rabbi Eliezer, l’un des plus éminents docteurs de la Mishna de la seconde génération suivant la destruction du Deuxième Temple, dont il est contemporain.
Disciple de Yohanan ben Zakkaï et maître de nombreux sages éminents, dont Rabbi Akiva, il est, selon la tradition juive, aimé du peuple et admiré des puissants, sa sagesse et son esprit compensant sa pauvreté et sa laideur physique.
Yehochoua ben Hanania est l'un des dix sages de la  Mishnah les plus fréquemment mentionnés.

## Éléments biographiques
Selon le Talmud, il était d'ascendance lévitique (Ma'aser Sheni v. 9), et a servi dans le sanctuaire comme membre de la classe des chanteurs (traité Arakhin 11b). Sa mère l'a destiné à une vie d'étude et, comme un contemporain plus âgé Dosa ben Harkinas, le relate, elle emmenait l'enfant encore dans son berceau dans la synagogue, afin que ses oreilles s'habituent aux sons des mots de la Torah. C'est probablement en référence à la pieuse mère de Yehochoua ben Hanania que Yoḥanan ben Zakkaï s'est exclamé: « Salut à toi qui lui a donné naissance » (Pirke Avot II 8.). Selon une autre tradition (Avot du Rabbi Natan, XIV.) Yoḥanan ben Zakkaï fit son éloge en citant les mots de Ecclésiaste Rabbah iv. 12: « Et une corde à trois torons n'est pas rapidement brisée. »
Peut-être voulait-il dire qu'en Yehochoua, les trois branches de l'enseignement traditionnel, Midrash, Halakha et Aggada, étaient unies dans une même entreprise. Peut-être a-t-il utilisé ce passage dans le sens dans lequel il sera employé plus tard (Ecclésiaste Rabbah iv. 14 ; traité Baba Batra 59a), pour montrer que Yehochoua appartenait à une famille de savants, remontant au moins à la troisième génération.

### Élève de Yoḥanan ben Zakkaï
Yehochoua ben Hanania était l'un des cinq qui formaient le cercle intérieur des élèves de Yoḥanan ben Zakkaï (Pirke Avot, ii. 8). Lorsqu'elle les énumère, la tradition le place en tête avec Eliezer ben Hyrcanos. La tradition les mentionne souvent tous les deux comme des tenants d'opinions opposées. Ils étaient tous deux présents à la célébration de la circoncision de Elisha ben Avouya, à Jérusalem, et se divertissaient en reliant des passages du Pentateuque avec d'autres extraits des prophètes et des hagiographes (Yer. Hagigah 77b). C'est également Eliezer et Yehochoua qui ont sauvé Yoḥanan ben Zakkaï du siège de Jérusalem permettant sa sortie et l'emmenant dans le camp de Vespasien.

### Un adversaire de l'ascétisme
Après la destruction du Temple, Yehochoua s'est opposé à l'ascétisme exagéré avec lequel beaucoup voulaient montrer leur chagrin, par exemple en ne consommant plus ni viande ni vin, parce que l'autel sur lequel ils avaient sacrifié des animaux et fait les libations de vin avait été détruit. Il leur a représenté que pour être cohérents, ils ne devraient alors plus manger de figues ou de raisins non plus, puisque les prémices n'étaient plus offerts, et qu'ils devraient même s'abstenir de pain et d'eau, puisque la fête de l'eau avait été abandonnée (Yehochoua a décrit cette fête en Yer. Suk. 55b), et les pains de proposition ainsi que les deux pains de la fête des premiers fruits ne pouvaient plus être sacrifiées (Tosef., Sota, fin; Baba Batra 60b).

### Sa vie
La résidence permanente de Yehochoua était en Beki'in, un lieu situé entre Yabné et Lydda (Sanhédrin 32b), où il était un riche commerçant (Yer. Ber. 7d). Cette activité n'a, à aucun degré, diminué le respect qui lui était dû comme l'un des membres influents de l'Académie de Yabné. Après la mort de Yoḥanan ben Zakkaï (v.90), il a été le plus chaleureux soutien des efforts de Gamaliel II pour que le point de vue des suiveurs de Hillel prédomine sur ceux de Shammaï, et qu'ainsi soit mis fin à la discorde qui avait si longtemps existé entre les écoles.

### Sous Hadrien
Au début du règne d'Hadrien, Yehoshua apparaît comme un leader du peuple juif. Lorsque l'autorisation de reconstruire le Temple a été de nouveau refusée, il détourna le peuple excité de ses idées de révolte contre Rome, par un discours dans lequel il a habilement fait usage d'une fable d'Ésope mettant en scène le lion et la grue (Gen. R. lxiv, fin). Vers la même époque, Yehoshua a empêché par son éloquence toute la zone du temple d'être déclarée impure parce qu'un os humain y avait été trouvé (Tosef. 'Eduy. III 13; Zeb. 113a). Yehoshua a vécu assez longtemps pour assister à la visite d'Hadrien en Palestine, et il a suivi l'empereur à Alexandrie (130). Les conversations entre Yehoshua et Hadrien telles qu'elles ont été conservées dans le Talmud de Babylone et le Midrash Palestinien, ont été grandement modifiées et exagérées par la tradition, mais elles présentent néanmoins, en général une image juste de l'esprit de la relation entre le savant et l'empereur, qualifié de « curiositatum omnium explorator », par l'auteur chrétien Tertullien.

## Sources
- (en) Cet article est partiellement ou en totalité issu de l’article de Wikipédia en anglais intitulé « Joshua ben Hananiah » (voir la liste des auteurs).